# Südjapan
Als Südjapan (japanisch 南日本, Minami-Nihon oder Minami-Nippon) bezeichnet man in einer groben, rechtlich nicht fixierten Unterteilung Japans den südlichen Teil des Landes, meist deckungsgleich mit der Region Kyūshū, also der Hauptinsel Kyūshū, den zugehörigen kleineren Inseln und den „Südwestinseln“. In manchen Zusammenhängen, z. B. im Wetterbericht, insbesondere in einer Ost-West-Zweiteilung des Landes, zählt Südjapan/Kyūshū zusammen mit den Regionen Shikoku, Chūgoku und Kinki zu Westjapan, dem historischen Kernland des japanischen Staates.
Verwendung findet der Begriff heute unter anderem in den Namen einer Reihe von Unternehmen, z. B. dem regionalen Fernsehsender Minami-Nihon Hōsō, dem Versorger Minami-Nihon Gas oder der Regionalbank Minami-Nippon Ginkō.
Durch seine geographische Lage war Südjapan in vielen Phasen der japanischen Geschichte der Anlaufpunkt für ausländische Besucher, Ideen und Technologie. So liegt Südjapan dem asiatischen Kontinent am nächsten, von wo im Altertum die chinesische Kultur, Schrift, Buddhismus und Konfuzianismus importiert wurden. Später waren die Daimyō in Kyūshū die ersten, die Handelsbeziehungen mit den „südlichen Barbaren“ (zunächst Portugiesen) aufnahmen, und die katholische Mission verzeichnete vor allem in Kyūshū Erfolge in breiteren Bevölkerungsschichten jenseits des Adels. Während der Abschließung Japans blieb Nagasaki über Jahrhunderte der einzige legale Handelsplatz für Europäer. Die Ryūkyū-Inseln bildeten bis ins 19. Jahrhundert ein stark von China beeinflusstes eigenständiges Königreich und standen im 20. Jahrhundert für Jahrzehnte unter US-Militärregierung.